# Samir Henaini
Samir Eyemen Henaini est un joueur de football français d'origine algérienne, né à Saint-Raphaël le 4 mai 1984. Il évolue au poste d'attaquant au SC Toulon.

## Biographie
Formé à l'ES Fréjus, il y évolue pendant 3 saisons en CFA. Il réalise un très bon début de saison 2006-2007 en inscrivant 6 buts en 13 matchs de championnat, ce qui lui vaut d'être repéré par le CS Sedan Ardennes. Il est recruté par le club ardennais en janvier 2007 avec lequel il joue son premier match de Ligue 1, contre l'Olympique de Marseille. Il évolue par la suite principalement en réserve sedanaise en CFA2 où il inscrit 13 buts en 14 matchs, et ne fait que quatre apparitions avec l'équipe professionnelle.
Il est ensuite prêté au Paris FC en National, pour la saison 2007-2008, où il inscrit 3 buts en 24 matchs. Il est de nouveau prêté en National pour la saison suivante, vers l'AC Arles cette fois, où il explose en finissant meilleur buteur du championnat avec 20 réalisations, participant à la montée du club en Ligue 2.
Il est cette fois, conséquence logique de son excellente saison, conservé à Sedan en vue de la saison 2009-2010. Il se distingue lors du premier match de la saison, en Coupe de la Ligue contre Caen, où il remplace Alexis Allart à la 75e minute. Il fait une excellente rentrée et marque même son premier but sous les couleurs sedanaises pendant les prolongations, avant de délivrer une passe décisive à son coéquipier Yohann Lasimant. Évoluant comme remplaçant la majorité de la saison, parfois à un poste qui n'est pas le sien, il réalise néanmoins une saison correcte.
Il est de nouvelle fois prêté en National pour la saison 2010-11 pour obtenir du temps de jeu, cette fois-ci dans le club de sa ville natale, l'EFC Fréjus Saint-Raphaël. Auteur de 11 buts en championnat, il ne parviendra toutefois pas à obtenir la montée. À l'issue de son prêt, il revient dans les Ardennes où il a encore un an de contrat. Bien que présent à la reprise de l'entraînement, il trouve un accord avec Sedan pour résilier son contrat et s'engage aux Émirats arabes unis au Dubaï Club.

## Palmarès
- Meilleur buteur de National (3e division), saison 2008-2009, avec 21 buts.

## Statistiques
| Saison            | Club                            | Pays   | Division | Matchs | Buts |
| ----------------- | ------------------------------- | ------ | -------- | ------ | ---- |
| 2003-2004         | ES Fréjus                       | France | CFA      | 22     | 1    |
| 2004-2005         | ES Fréjus                       | France | CFA      | 15     | 4    |
| 2005-2006         | ES Fréjus                       | France | CFA      | 17     | 1    |
| 2006-janvier 2007 | ES Fréjus                       | France | CFA      | 13     | 6    |
| janvier 2007-2007 | CS Sedan Ardennes               | France | Ligue 1  | 5      | 0    |
| 2007-2008         | Paris FC (prêt)                 | France | National | 26     | 3    |
| 2008-2009         | AC Arles (prêt)                 | France | National | 37     | 20   |
| 2009-2010         | CS Sedan Ardennes               | France | Ligue 2  | 44     | 8    |
| 2010-2011         | EFC Fréjus Saint-Raphaël (prêt) | France | National | 40     | 14   |
| 2011-2012         | EFC Fréjus Saint-Raphaël        | France | National | 35     | 9    |
| 2012-2013         | EFC Fréjus Saint-Raphaël        | France | National | 22     | 6    |